# 2024年中国周级核潜艇沉没事件
2024年9月26日，美国《华尔街日报》援引美国官员言论报道称，4个月前，停靠在中国一家造船厂的一艘周级攻击型核潜艇沉没。这艘由中国武汉市武昌国营造船厂建造的潜艇计划于5月底出港，最后一次被拍到的是其装备部署的画面。潜艇沉没后，大型打捞起重船于6月初抵达，卫星拍摄到了打捞作业的画面。消息称，沉没的潜艇是中国为追赶美国海上战斗力而开发的最新型周级潜艇的首艘投产型号，其尾部采用了X字型设计以提升机动力。美国国防部证实上述报道属实，但表示：“目前还不清楚潜艇上是否装有核燃料。”
这起意外7月底首先由华盛顿智库新美国安全中心（CNAS）兼任学者、美国海军前潜艇军官舒加特（Tom Shugart）在社媒公布引起议论。据法新社报道，中华人民共和国外交部发言人林剑在例行记者会上被问及相关报道时，表示不掌握有关信息。外媒报道后，中国军方和地方政府均未承认此事件。中国驻美国大使馆回应称“不了解情况”，并表示没有可提供的信息。
美国智库传统基金会高级研究员、前海军核潜艇军官布伦特·萨德勒表示，“一艘新型核潜艇的沉没将延缓中国扩展其核潜艇舰队的计划，这是一次重大事件。” 要求不具名的美国高级国防官员说：“中国解放军海军试图掩盖一艘新型核动力攻击潜艇在码头沉没，不令人感到意外。”“这不仅显示他们的训练标准和装备质量出问题，还曝露解放军内部问责制和中国国防工业监督的更深层问题。中国国防工业长期面对腐败问题。”